# Unbipenti
L'unbipenti o eka-neptuni és el nom temporal d'un element químic hipotètic de la taula periòdica que té el símbol temporal Ubp i nombre atòmic Z=125. Els càlculs han mostrat que 332Ubp seria l'isòtop més estable.

## Nom
El nom unbipenti és un nom sistemàtic d'element, que es fa servir com a marcador de posició fins que es confirmi la seva existència per un altre grup de recerca i la IUPAC decideixi el seu nom definitiu. Aquest és un element transuránico (aquells després de l'urani) i són sempre artificialment produïts. Habitualment, es tria el nom proposat pel descobridor.
L'element 125 és d'interès perquè és part de la hipotètica illa d'estabilitat.